# In My Arms
„In My Arms” - singel australijskiej piosenkarki Kylie Minogue, pochodzi z albumu X (z 2007 roku). Utwór napisali Kylie Minogue, Paul Harris, Julian Peake, Richard Stannard i Adam Wiles.

## Listy utworów i formaty
| CD single #1 (5099952116605; 15 lutego 2008) 1. "In My Arms" - 3:32 2. "Cherry Bomb" (Minogue, Karen Poole, Christian Karlsson, Pontus Winnberg, Jonas Quant) - 4:17 CD single #2 (5099952116506; 15 lutego 2008) 1. "In My Arms" - 3:32 2. "Do It Again" (Minogue, Greg Kurstin, Poole) - 3:21 3. "Carried Away" (Minogue, Kurstin, Poole) - 3:14 12" Picture disc (5099951495817; 15 lutego 2008) 1. "In My Arms" - 3:32 2. "In My Arms" (Spitzer remix) - 5:05 3. "In My Arms" (Sebastian Leger mix) - 7:05 UK CD single #1 (CDR6756; 5 maja 2008) 1. "In My Arms" - 3:32 2. "Can't Get You Out of My Head" (Greg Kurstin remix) UK CD single #2 (CDRS6756; 5 maja 2008) 1. "In My Arms" - 3:32 2. "In My Arms" (Death Metal Disco Scene remix) - 5:42 3. "In My Arms" (Sebastien Leger mix) - 7:05 4. "In My Arms" music video | UK 7" coloured vinyl (R6756; 5 maja 2008) 1. "In My Arms" - 3:32 2. "Can't Get You Out Of My Head" (Greg Kurstin Remix) Australian CD (5144281962; 26 kwietnia 2008) 1. "In My Arms" - 3:32 2. "In My Arms" (Death Metal Disco Scene remix) - 5:42 3. "In My Arms" (Sebastien Leger mix) - 7:05 4. "Can't Get You Out Of My Head" (Greg Kurstin remix) UK Digital bundle #1 (5 maja 2008) 1. "In My Arms" - 3:32 2. "In My Arms" (Chris Lake Vocal mix) - 6:35 3. "In My Arms" (Sebastien Leger remix) - 7:05 4. "In My Arms" (Steve Pitron & Max Sanna mix) (Short) - 6:43 5. "In My Arms" (Spitzer remix) (Radio Edit) - 3:29 6. "In My Arms" (Death Metal Disco Scene remix) - 5:41 UK Digital bundle #2 (5 maja 2008) 1. "In My Arms" - 3:32 2. "Can't Get You Out Of My Head" (Greg Kurstin remix) |